# SöStB Somorja
Az SöStB  Somorja - Cserhát négy szerkocsis gőzmozdonysorozata volt a cs. kir. Délkeleti Államvasútnak (SöStB).
A SöStB ezzel a négy mozdonnyal növelte az 1B építésű személyvonati mozdonyállományát. A mozdonyokat 1851-ben szállította a WRB mozdonygyára és a SOMORJA, GALGOCZ, HATVAN, CSERHAT neveket adta nekik, valamint a 61-64 pályaszámokat kapták. A hátsó hajtótengelyt az állókazán mögé került, ami a nagyon kedvező futási tulajdonságokat eredményezett. A mozdonyok belsőkeretesek voltak kívül felszerelt hengerekkel. A vezérlés a kereten belül volt elhelyezve. A kazán  a hazai szénfajtákra volt méretezve.
Amikor 1855-ben a SöStB-t az  ÁVT megvásárolta, átszámozták a mozdonyokat 88-91 pályaszámokra, majd 1873-túl a 15-18 pályaszámokat kapták. Mind a négy mozdonyt selejtezték 1897-ben.

## Fordítás
- Ez a szócikk részben vagy egészben  a   SöStB – Somorja bis Cserhat című német Wikipédia-szócikk fordításán alapul.  Az eredeti cikk szerkesztőit annak laptörténete sorolja fel. Ez a jelzés csupán a megfogalmazás eredetét és a szerzői jogokat jelzi, nem szolgál a cikkben szereplő információk forrásmegjelöléseként.